# Gynoplistia (Gynoplistia) basispinosa
Gynoplistia (Gynoplistia) basispinosa is een tweevleugelige uit de familie steltmuggen (Limoniidae). De soort komt voor in het Australaziatisch gebied.